# Kinnevalds härad
Kinnevalds härad var ett härad i södra Småland och östra Kronobergs län i smålandet Värend. Häradet motsvarar idag delar av Växjö, Alvesta och Tingsryds kommuner. Tingsstället var tidigt i Ljungsåkra och spridda platser utan fast byggnad. 1803/1804 uppfördes ett tingshus i Jät som användes till 1910 då rätten flyttade till Växjö.

## Namnet
Häradsnamnet skrevs omkring år 1290 in Kyndæwaxhæreth och i en avskrift 1390 Kindawatz hæred. Det är bildat av ett ortnamn i genitiv samt fornsvenskans hæraþ ("härad"). Ortnamnet innehåller troligen kind som betyder "ätt", "släkt" eller "folkslag" samt fornsvenskans vaþ för "vadställe".

## Socknar
Kinnevalds härad bestod av tolv socknar.
I Alvesta kommun:
- Skatelöv, del av: 28 5/8 mantal i Kinnevalds härad och 37 7/12 mantal i Allbo härad.[2]

I Växjö kommun:
- Bergunda
- Dänningelanda
- Jät
- Kalvsvik
- Tävelsås
- Vederslöv
- Växjö, del av: 14 1/2 mantal i Kinnevalds härad och 11 1/3 mantal i Konga härad. 1 januari 1891 socknen helt överfört till Konga härad.[3]
- Öja
- Öjaby

I Tingsryds kommun:
- Almundsryd
- Urshult

## Geografi
Häradet var beläget väster och söder om Växjö och de största tätorterna är Gemla, Ryd och Urshult jämte stadsdelarna Räppe och Öjaby i västra utkanten av Växjö. Det omfattade området norr och söder om sjön Åsnen, mellan Helgasjön och Mien. Trakten är skogbevuxen med våtmarker. Runt Åsnen och Växjö finns jordbruksbygd.
Arealen uppgick till 934 km² varav land 734.
I häradet finns ett flertal medeltida borgruiner: Hake slott (Urshults socken), Bosholme (Urshult), Svaneholm (Skatelöv), Hönshylte skans (Almundsryd), Jätsholm (Jät), Kung Alles borg (Tävelsås) och Varingshall (Tävelsås). Senare sätesgårdar var Bergkvara säteri med ruinerna av Bergkvara slott (Bergunda), Kronobergs kungsgård med ruinerna av Kronobergs slott (Växjö socken, överfört till Konga härad 1891), Teleborgs slott (Växjö socken, överfört till Konga härad 1891), Jätsbergs säteri (Jät), Osaby säteri (Täveslås), Stjärnviks säteri (Täveslsås), Huseby bruk (Skatelöv) och Gransholms bruk (Öja).

## Län, fögderier, tingslag, domsagor och tingsrätter
Socknarna ingick och ingår i Kronobergs län. Församlingarna tillhör(de) Växjö stift.
Häradets socknar hörde till följande fögderier:
- 1720-1917 Kinnevalds och Norrvidinge fögderi
- 1918-1945 Konga och Kinnevalds fögderi
- 1946-1966 Kinnevalds och Norrvidinge fögderi
- 1946-1952 Konga fögderi (Dänningelanda och Tävelsås socken)
- 1952-1966 Konga fögderi (Vederslövs och Jäts socken
- 1967-1990 Växjö fögderi

Häradets socknar tillhörde följande tingslag, domsagor och tingsrätter:
- 1680-1918 Kinnevalds tingslag i 
  - 1680-1891 Västra Värends domsaga, där även Allbo härad och Norrvidinge härader ingick
  - 1892-1918 Mellersta Värends domsaga, där även Norrvidinge härad ingick
- 1919-1970 Mellersta Värends tingslag i Mellersta Värends domsaga
- 1952-1970 Östra Värends tingslag i Östra Värends domsaga för Jäts socken

- 1971- Växjö tingsrätt och dess domsaga

## Häradshövdingar
- Peter Knutsson, nämnd som häradshövding 1357.[23]

För häradshövdingar efter 1680 se respektive domsaga

### Webbkällor
- Nationella arkivdatabasen för uppgifter om fögderier, domsagor, tingslag och tingsrätter

### Fotnoter
1. ↑  Kinnevalds härad, Nationalencyklopedin (läst 25 maj 2016)
2. ↑  SCB Folkräkningen 1890 del 2 Arkiverad 3 december 2013 hämtat från the Wayback Machine. sida 44 i pdf:en anm. till Kronobergs län not 4
3. ↑  SCB Folkräkningen 1890 del 2 Arkiverad 3 december 2013 hämtat från the Wayback Machine. sida 44 i pdf:en anm. till Kronobergs län not 2
4. ↑  Kinnevalds härad i Carl Martin Rosenberg: Geografiskt-statistiskt handlexikon öfver Sverige, Stockholm 1882-1883
5. ↑  Sjögren, Otto (1931). Sverige geografisk beskrivning del 2 Östergötlands, Jönköpings, Kronobergs, Kalmar och Gotlands län. Stockholm: Wahlström & Widstrand. Libris 9939
6. ↑  Urshult i Historiskt-geografiskt och statistiskt lexikon öfver Sverige i 7 band, Stockholm 1856-1870
7. ↑  Hönshylte skans i Historiskt-geografiskt och statistiskt lexikon öfver Sverige i 7 band, Stockholm 1856-1870
8. 1 2  Täfvelsås i Historiskt-geografiskt och statistiskt lexikon öfver Sverige i 7 band, Stockholm 1856-1870
9. ↑  Bergqvara i Carl Martin Rosenberg: Geografiskt-statistiskt handlexikon öfver Sverige, Stockholm 1882-1883
10. ↑  Bergqvara i Historiskt-geografiskt och statistiskt lexikon öfver Sverige i 7 band, Stockholm 1856-1870
11. ↑  Kronoberg i Carl Martin Rosenberg: Geografiskt-statistiskt handlexikon öfver Sverige, Stockholm 1882-1883
12. ↑  Kronoberg i Historiskt-geografiskt och statistiskt lexikon öfver Sverige i 7 band, Stockholm 1856-1870
13. ↑  Telestad i Carl Martin Rosenberg: Geografiskt-statistiskt handlexikon öfver Sverige, Stockholm 1882-1883
14. ↑  Jäthsberg i Carl Martin Rosenberg: Geografiskt-statistiskt handlexikon öfver Sverige, Stockholm 1882-1883
15. ↑  Jäth i Historiskt-geografiskt och statistiskt lexikon öfver Sverige i 7 band, Stockholm 1856-1870
16. ↑  Osaby i Carl Martin Rosenberg: Geografiskt-statistiskt handlexikon öfver Sverige, Stockholm 1882-1883
17. ↑  Osaby i Historiskt-geografiskt och statistiskt lexikon öfver Sverige i 7 band, Stockholm 1856-1870
18. ↑  Stjernvik i Carl Martin Rosenberg: Geografiskt-statistiskt handlexikon öfver Sverige, Stockholm 1882-1883
19. ↑  Huseby i Carl Martin Rosenberg: Geografiskt-statistiskt handlexikon öfver Sverige, Stockholm 1882-1883
20. ↑  Huseby i Historiskt-geografiskt och statistiskt lexikon öfver Sverige i 7 band, Stockholm 1856-1870
21. ↑  Gransholm, i Carl Martin Rosenberg: Geografiskt-statistiskt handlexikon öfver Sverige, Stockholm 1882-1883
22. ↑  Gransholm i Historiskt-geografiskt och statistiskt lexikon öfver Sverige i 7 band, Stockholm 1856-1870
23. ↑  ”sdhk_7156”. Svenskt Diplomatariums huvudkartotek över medeltidsbreven. https://sok.riksarkivet.se/sdhk?EndastDigitaliserat=false&Innehall=%22Peter+Knutsson%22&TrycktUtgava=true&TrycktRegest=true&Brevtext=true&Extratext=true&Sigill=true&Original=true&MedeltidaAvskrifter=true&MedeltidaRegest=true&EftermedeltidaAvskrifter=true&EftermedeltidaRegest=true&AvanceradSok=False&page=3&postid=sdhk_7156&tab=post#tab.